# Carabus auriculatus
Carabus auriculatus es una especie de insecto adéfago del género Carabus, familia Carabidae. Fue descrita científicamente por Putzeys en 1872.
Habita en España.